# West Nova Scotia Regiment
Pour les articles homonymes, voir Nova Scotia (homonymie).
Le West Nova Scotia Regiment (en français « Régiment de la Nouvelle-Écosse occidentale »), est un régiment d'infanterie de l'Armée canadienne, appartenant à la Première réserve et faisant partie de la 36e brigade de la 5e Division du Canada. Le régiment recrute des volontaires provenant du Sud-Ouest de la province de la Nouvelle-Écosse, et il a son quartier général au LFAATC Aldershot situé dans cette province.

## Historique
Le West Nova Scotia Regiment a été créé en 1936 par fusion de deux régimests de la Nouvelle-Écosse, le 69th Annapolis Regiment créé en 1869 et du Lunenburg Regiment créé en 1870.
Le West Nova Scotia Regiment perpétue aussi les traditions de deux bataillons du corps expéditionnaire canadien créé en 1914 lors de la Première Guerre mondiale et dissout à la fin du conflit, à savoir le 112th Battalion (Nova Scotia) et le 219th Highland Battalion (Nova Scotia).
Mobilisé au début de la Seconde Guerre mondiale, il est transféré à Gourock en Écosse, puis à Aldershot en Angleterre, avant d'être engagé en juillet 1943 dans l'invasion alliée de la Sicile. Il participe ensuite à la campagne d'Italie, puis se rend à Marseille avant d'être transféré par mer aux Pays-Bas où il demeure jusqu'à la fin des hostilités en 1945.